# اورگنجه
اورگنجه، روستایی از توابع بخش بزینه‌رود شهرستان خدابنده در استان زنجان ایران است.

## جمعیت
این روستا در دهستان بزینه رود قرار دارد و براساس سرشماری مرکز آمار ایران در سال ۱۳۸۵، جمعیت آن ۱۴۲ نفر (۳۱خانوار) بوده‌است.